# Tole speciosa
Tole speciosa är en kräftdjursart som först beskrevs av Carl Erik Alexander Bovallius 1881.  Tole speciosa ingår i släktet Tole, ordningen gråsuggor och tånglöss, klassen storkräftor, fylumet leddjur och riket djur. Inga underarter finns listade i Catalogue of Life.